# Franky G.
 (janvier 2010).
Si vous disposez d'ouvrages ou d'articles de référence ou si vous connaissez des sites web de qualité traitant du thème abordé ici, merci de compléter l'article en donnant les références utiles à sa vérifiabilité et en les liant à la section « Notes et références ».
Franky G., né Francisco Gonzalez le 30 octobre 1965 à New York aux États-Unis, est un acteur américain d'origine porto-ricaine. Il est connu pour son rôle du personnage Xavier dans Saw 2.

## Biographie
Né à Brooklyn, Franky G. participe a des concours de culturisme lors de son adolescence. Réalisant divers petits boulots dans le bâtiment et la sécurité (videur dans des clubs de New-York), il obtient son premier rôle d'acteur en 2002 dans le film Manito qui a remporté le prix du meilleur film dramatique au festival du film de Sundance. Ce rôle le fait connaître et, en 2003, il enchaîne les rôles avec les films Confidence avec Edward Burns et Rachel Weisz, Braquage à l'italienne avec Mark Wahlberg et Charlize Theron et Wonderland au côté de Val Kilmer.
En 2005, il joue dans la série Jonny Zero mais celle-ci s'arrêtera au bout de 9 épisodes, et dans le film Saw 2 qui remporte plus de 152 millions de $ dans le monde pour un budget de 5 millions. Durant l'année 2006, il revient jouer son rôle de Xavier dans Saw 3 mais pour quelques secondes à l'écran et il tourne dans une nouvelle série avec Ray Liotta et Amy Smart intitulé Dossier Smith. Malgré les critiques positives, les spectateurs ne sont pas assez nombreux pour que la série puisse avoir une saison 2.
À partir de là, on ne verra que très peu Franky G. au cinéma ou à la télé à l'exception du film sorti directement en vidéo The Devil's Tomb en 2009.
En 2010, il tourne dans le drame Gun Hill Road.

## Filmographie sélective

### Cinéma
- 2002 : Manito : Junior Moreno
- 2003 : Confidence : Lupus
- 2003 : Braquage à l'italienne : Wrench
- 2003 : Wonderland : Louis Cruz
- 2005 : Saw 2 : Xavier
- 2006 : Saw 3 : Xavier (mort)
- 2009 : The Devil's Tomb : Hammer
- 2010 : Gun Hill Road : Tico
- 2010 : Saw 3D - Chapitre Final : Xavier (uncredited)
- 2013 : Dead Man Down : Luco
- 2020 : The Birthday Cake : Omar

### Télévision
- 2005 : Jonny Zéro : Jonny Calvo
- 2007 : Dossier Smith : Joe Garcia
- 2011 : Les Experts : Miami (S9.Ep19) : Dante Kroll